# Ines Ruiss
Ines Ruiss (ur. 5 maja 1988 w Wiedniu) – austriacka piłkarka, reprezentantka swojego kraju. Występuje na pozycji pomocnika. W piłkę gra od siódmego roku życia. Do sukcesów zawodniczki należą mistrzostwo i Puchar Austrii z zespołem SV Neulengbach.